# Georg Maximilian Trenz
Georg Maximilian Trenz (* 1962 in München) ist ein deutscher Foto- und Lichtkünstler.

## Leben
Georg Trenz wurde 1962 in München geboren. Zwischen 1982 und 1986 studierte er an der Fachhochschule künstlerisch-ästhetisches Kommunikationsdesign und anschließend bis 1994 war er Meisterschüler bei Gerhard Berger an .der Akademie der Bildenden Künste in München. Dort wurde er ab 1997, ebenso wie an der Meisterschule für das gestalterische Handwerk sowie an verschiedenen städtischen Meister- und Technikerschulen, als Dozent für Gestaltungsgrundlagen tätig. Seit 1994 ist er als Lichtkünstler freischaffend tätig. Der Schwerpunkt der Tätigkeit liegt auf innovativer Arbeit im Bereich der Wort – Bild Beziehung.
Seit 1996 ist er Teil des Künstlerduos Hartung und Trenz.

## Preise
- 2000 Tassilo-Preisträger der Süddeutschen Zeitung
- 1997 Kunstpreis des Landkreises Fürstenfeldbruck
- 1997 Förderpreis der Jürgen Ponto-Stiftung
- 1995 Förderpreis des Landkreises Fürstenfeldbruck

## Ausstellungen (in Auswahl),Projekte (* mit Detlef Hartung)
- 2014, 130 Jahre Pfarrei St. Emmeram Moosinning, Pfarrkirche, ZEIT-RAUM-ST.EMMERAM
- 2011, Seensucht, Schloss Hartmannsberg, Mensch Ludwig!, *
- 2011, Schauspiel, Kloster Fürstenfeld, *
- 2011, Himmel, Karmeliterkirche München, zur Eröffnung der Ausstellung Kultraum – Kulturraum, *
- 2011, caroussel, Institut français, Köln, *
- 2010, Ein & Alles, Ökumenischer Kirchentag, München, Matthäuskirche, *
- 2010, Maboneng – Place of Light, Johannesburg, *
- 2010, Das Innere des Äußeren, Lange Nacht der Kultur, Fürstenfeldbruck
- 2010, Metamorphosen, Lange Nacht der Museen München, St. Ursula, *
- 2010, Tranquilitas Animi, Kunstwerk 2010, Tegernsee
- 2019, Voliere, Lange Nacht der Museen Köln, neues kunstforum Köln, *
- 2010, Ach, Narracje Lichtkunstfestival, Günter Grass Galerie, Danzig, *
- 2009, Einleuchten, Alte Schule, Kunstkreis Gräfelfing
- 2009, SwitchOn, Kunstpreis Licht 2009, 1. Preis, *
- 2009, Licht:Sprache, Katholische Akademie Bayern, München, *
- 2009, Kontinuum – oder Sprache in der Gummifabrik, Halle 10, Cloth–Werke, Köln, *
- 2009, Wortschatz – Lebenszeichen, Textprojektion auf den Loreleyfelsen, * (im Rahmen von rheinpartie)
- 2009, Stabilitas Loci — I9 m Gegenlicht, Stadtsaalinnenhof Kloster Fürstenfeld, Fürstenfeld im Licht 2009, *I
- 2009, Im Wandel, Installation zur Brucker Kulturnacht Landratsamt Fürstenfeldbruck
- 2009, Hoffnungsträger, Karmeliterkirche München
- 2009, Lange Nacht der Musik München, *
- 2008, Lange Nacht der Musik München
- 2008, Allerheiligenhofkirche und St. Paul, *
- 2008, 12 im Focus, städtische Galerie Rosenheim
- 2008, „Leuchtzeichen“, Architekturprojektion, Literaturhaus Frankfurt, Luminale 2008, *
- 2007, Bibelnacht, Christkönigkirche, Rosenheim
- 2007, Adventsmarkt, Kloster Fürstenfeld
- 2007, Blick Halten, Galerie Seippel, Köln, *
- 2007, Ora et labora, Kloster Fürstenfeld, im Rahmen von Son et Lumiève, *
- 2007, 100 Jahre Eichenau, Jubiläumsfeier Rathaushof, *
- 2007, LUX.US Lichtkunstpreis 2007, städt. Galerie Lüdenscheid , *
- 2007, SHINING, Medienkunstfestival und elektronische Musik, Felden Chiemsee, *
- 2007, Kulturnacht Fürstenfeldbruck
- 2006 EIN–BLICK, Kunst am Bau, Künstlerhof Rosenheim
- 2006, St. Paul, München, Lange Nacht der Musik
- 2006, Die Kultur der Industrie – Der Industrie die Kultur, Nordwolle Delmenhorst, Nordwestdeutsches Museum für Industriekultur,
- 2005, Kunsthalle Tallinn, Estland
- 2005, Kulturnacht FFB, Stadtbibliothek Fürstenfeldbruck
- 2005, Barocke Bibliothek Polling, im Auftrag der Osram GmbH
- 2005, Galerie Seippel–Wachs, Berlin, *
- 2005, Jahrhundertschritt 05, Oldenburg, Wettbewerb Leuchtzeichen, *
- 2005, Finissage Jahrhundertschritt 05, Oldenburg und Delmenhorst, *
- 2004, Black Box, Galerie Seippel Köln, *
- 2004, Bread & Butter, Camel Active, *
- 2004, talking frames, Internationale Filmschule Köln, *
- 2003, Installation am Literaturhaus München, im Auftrag von Vodafone Pilotentwicklung
- 2003, Luitpold–Lounge München
- 2003, Kulturnacht FFB, Energiemuseum Fürstenfeld
- 2003, Stiftung Kunst:Raum Sylt–Quelle, Licht–Rauminstallation, *
- 2002, Internationaler Automobilsalon Brüssel, Daimler Chrysler, *
- 2002, Kulturnacht FFB, Bauernhofmuseum Jexhof
- 2002, Swiss Re, Unterföhring – München, *
- 2002, Internationale Filmschule Köln, *
- 2002, 2. Mozartwoche Mannheim, *
- 2001, Mozartwoche Mannheim, Schloss und Oper, *
- 2001, Zeit der Zeitung, Projektion im Gutenberg–Pavillon, Mainz
- 2001, BioTech–Unternehmen, Martinsried, High–Tech–Tage, Bayern
- 2001, Installation für MPE, Ottobrunn
- 2000, Eröffnungsgala, Messe Light & Building FFM, *
- 2000, Kunstnacht Passau, Scharfrichterhaus, Passau, *
- 2000, Belle Etage, Open Art 2000, München
- 2000, Erlöserkirche, München Schwabing
- 2000, Kunst am Bau für das Staatliche Hochbauamt in München
- 1999, Trailer im Kunstforum Maximiliamstr., München Literaturhaus München
- 1998, Bundespreisverleihung Jugend forscht, Mediale Raumkonzeption und künstlerische Regie TU Garching, *
- 1989, Rauminstallation, Dresdner Bank, Saarbrücken
- 1998, Artionale, Kreuzkirche, München
- 1997, QUIT, Künstlerwerkstatt Lothringerstraße, München
- 1997, OHNE ENDE, Galerie der Künstler, BBK, München
- 1997, Förderpreisausstellung der Jürgen Ponto-Stiftung
- 1997, Frankfurter Kunstverein
- 1996, Galerie Carol Johnssen, München